# 沈相薫
沈 相薫（シム・サンフン、朝: 심상훈 1854年 - 1907年）は、李氏朝鮮から大韓帝国の政治家。本貫は青松沈氏。字は舜歌、諡号は忠肅公。

## 人物
高宗の母方の従弟で、且つ閔升鎬の外甥にあたる。1874年に科挙の文科に及第、1878年に正三品堂上に昇進、平安道成川府使、寧辺府使、忠清道清州牧使、吏曹参議などを歴任し、1884年に従二品に昇進、都承旨、京畿道観察使となった。
1884年に甲申事変では高宗に近侍し、清軍と連絡を取った。1885年から忠清道観察使、吏曹・戸曹の参判、議政府有司堂上、協弁（次席）内務府事などを歴任し、1892年に正二品に昇進、吏曹判書、宣恵庁堂上を歴任した。1895年の甲午改革後は、度支部・軍部・内部の各大臣、議政府賛政などを歴任し、1897年に従一品に昇進、1902年から翌年までは元帥府軍務摠長に就任し、長らく政権の中枢にあった。1905年には議政府賛政大臣として、日本の侵略に抵抗したが、辞職した。
朋党政治においては老論派に属した。